# کالاینا
کالاینا (به لاتین: Kalaiya) یک شهر در نپال است که در بخش بارا واقع شده‌است. کالاینا ۱۰۸٫۹۴ کیلومتر مربع مساحت و ۱۲۳٬۶۵۹ نفر جمعیت دارد.